# Гридино (Сямженский район)
Гридино — деревня в Сямженском районе Вологодской области.
Входит в состав Режского сельского поселения, с точки зрения административно-территориального деления — в Режский сельсовет.
Расстояние по автодороге до районного центра Сямжи — 40,7 км, до центра муниципального образования Копылова — 2,3 км. Ближайшие населённые пункты — Рассохино, Копылово, Коробицыно.
По переписи 2002 года население — 152 человека (79 мужчин, 73 женщины). Преобладающая национальность — русские (99 %).